# Walter Behrendt
Walter Behrendt (Dortmund, 18 settembre 1914 – Dortmund, 23 luglio 1997) è stato un politico tedesco.
Membro della SPD, è stato Presidente del Parlamento Europeo dal 1971 al 1973.